# Jackie Huggins

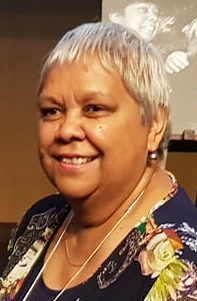
Jackie Huggins (2018)

Jacqueline Gail „Jackie“ Huggins AM, FAHA (* 19. August 1956 in Ayr, Queensland) ist eine australische Aborigine, die als Autorin, Historikerin tätig ist und sich für die Rechte der indigenen Bevölkerung Australiens einsetzt.

## Biographie

### Familienhintergrund
Jacqueline „Jackie“ Huggins ist eine Tochter von Rita und Jack Huggins; sie hatte vier Geschwister. Zwei Kinder waren ihre Halbgeschwister und wurden vor der Heirat ihrer Eltern im Jahre 1952 geboren. Sie gehört den Völkern Bidjara (Zentral-Queensland) und Birri Gubba Juru (Nord-Queensland) an. Rita Huggins (geborene Holt), wurde auf dem Land des Volkes der Bidjara/Pitjara (Zentral-Queensland) – heute bekannt als Carnarvon George – geboren, 600 Kilometer nordwestlich von Brisbane. Als Rita Holt ein Kind war, wurde ihr Volk von dort vertrieben. Als „Mischling“ klassifiziert, wurde Rita Holt in die Aborigine-Siedlung Barambah (heute Cherbourg) gebracht, während „Vollblut-Aborigines“ nach Woorabinda umgesiedelt wurden. Der Vater Jack Huggins wurde in Ayr geboren und starb 1958 an den Folgen von Verletzungen, die er im Zweiten Weltkrieg sowie als Kriegsgefangener beim Bau der Thailand-Burma-Eisenbahn erlitten hatte; dessen Vater war schon im Ersten Weltkrieg verletzt worden. Nach dem Tod ihres Mannes zog Rita Huggins mit ihren Kindern nach Brisbane, um näher bei ihrer Familie zu sein. Diese lebte in Inala, einem Vorort der Stadt. In den 1960er Jahren engagierte sich Rita Hugginser in der One People of Australia League (OPAL) und war 20 Jahre lang Direktorin dieser Organisation.

### Ausbildung und frühe Jahre
Im Alter von 15 Jahren verließ Jackie Huggins die High School, um zu arbeiten und zum Familieneinkommen beizutragen. Von 1972 bis 1978 arbeitete sie als Schreibkraft bei der Australian Broadcasting Commission in Toowong. Anschließend wurde sie für das Department of Aboriginal Affairs in Canberra tätig und war ab 1980 in Brisbane als Field Officer für das Department tätig.
1985 wurde Jackie Huggins Mutter eines Sohnes. Im selben Jahr immatrikulierte sie sich an der University of Queensland und schloss 1987 ihr Studium mit dem Bachelor-Grad ab, mit Honours degrees in Geschichte und Anthropologie. 1988 erwarb sie ein Diplom in Pädagogik (Aboriginal Education). Im Jahr darauf schloss Huggins einen Honours Degree in Geschichte/Frauenstudien an der Flinders University in Adelaide, South Australia ab.

### Historikerin und Aktivistin
Von 1990 bis 1997 arbeitete Jackie Huggins als freiberufliche Autorin und Historikerin und engagierte sich in zahlreichen Kommissionen und Beratungsstellen, insbesondere zu Lebensbedingungen und Problemen der indigenen Menschen in Australien. So schrieb sie 1993 Broschüren und Geschichten für Aborigine-Grundschüler sowie das Theaterstück Maarkkings. Von der Black Day Dawning Company wurde sie beauftragt, zehn Schreib-Workshops für zwölf Aborigine-Schriftstellerinnen zu leiten (1993) und war Beraterin für das Queensland Writers Centre zur Einrichtung eines Registers für Schriftsteller und Illustratoren der Aborigines und der Torres-Strait-Inseln. 1995 war sie Writer in Residence an der Charles Sturt University in Albury und leitete Workshops und Lesungen für Studenten. Sie war Writer in Residence in Adelaide, wo sie mündlich überlieferte Geschichten der Aborigines sammelte, insbesondere zum Thema Mutter-Tochter-Beziehungen. Sie arbeitete auch am Oral-History-Projekt über Hausangestellte White Apron, Black Hands sowie an Australia Remembers, für das sie Männer, die im Krieg gedient hatten, und deren Ehefrauen befragte.
Von 1997 bis 2017 war Jackie Huggins stellvertretende Direktorin der Aboriginal & Torres Strait Islander Studies Unit der University of Queensland. Sie war Lehrbeauftragte am Australian Centre for Indigenous History der Australian National University und an der School of Social Work and Applied Human Science der Universität von Queensland. 1999 arbeitete sie an den National Library of Australia's Seven Years On and Bring Them Home Oral History Projects mit sowie an anderen Oral-History-Projekten. Von 2017 bis 2019 war sie gemeinsam mit Rod Little Vorsitzende des National Congress of Australia’s First Peoples.
Im Jahr 2019 wurde Jackie Huggins in den Vorstand des Eminent Treaty Process Panel von Queensland berufen, das die Indigenous treaties in Australia vorbereiten soll.  Australien ist bisher das einzige Land des Commonwealth, dass mit seinen indigenen Völkern keinen Vertrag zur Aussöhnung geschlossen hat. Jackie Huggins vertritt die Ansicht, dass ein solcher Vertrag den „Schmerz der Kolonisation“ lindern könnte. Im Februar 2020 legte das Gremium seinen Bericht Path to Treaty Report dem Parlament von Queensland vor. Huggins stellte dabei klar, dass es entscheidend für den Fortgang der Verhandlungen sei, die „Wahrheit (über das Schicksal der indigenen Völker) zu erzählen“. Am 13. August 2020 kündigte die Regierung von Queensland an, dass es die Empfehlungen des Panels unterstütze, damit die Verhandlungen zu den Verträgen Fortschritte erzielten.

### Als Autorin
Huggins veröffentlichte zahlreiche Publikationen über die australischen Ureinwohner, insbesondere zu Geschichte und Frauenforschung. 1991 erhielt sie ein Stipendium der Australian Institute of Aboriginal and Torres Strait Islander Studies (AIATSIS), um ihr Buch Auntie Rita zu schreiben. Das Buch, das sie zusammen mit ihrer Mutter Rita Huggins schrieb, gewann 1996 den Stanner Award for Indigenous Literature. Ihr Werk Sister Girl ist eine Zusammenstellung von Essays und Interviews. Ihr Ratschlag an junge Aborigines: „Sei stolz darauf, wer du bist, auf deine Familie und deine Gemeinschaft. Hört auf euer Herz und auf die weisen Lehren des Lebens.“

## Auszeichnungen
- 1996: Stanner Award for Indigenous Literature
- 2000: Queensland Premier’s Millennium Award for Excellence in Indigenous Affairs
- 2001: Member of the Order of Australia (AM)
- 2001: Centenary Medal
- 2006: Ehrendoktorwürde der University of Queensland
- 2007: Fellow der Australian Academy of Humanities (FAHA)
- 2007: University of Queensland Alumnus of the Year

## Publikationen (Auswahl)
- Mit Rita Huggins: Auntie Rita. Aboriginal Studies Press, Canberra 1994, ISBN 0-85575-248-3.
- Sister Girl: the writings of Aboriginal activist and historian Jackie Huggins. University of Queensland Press, Brisbane 1998, ISBN 978-0-7022-2840-7.